# Detective Byomkesh Bakshy!
Detective Byomkesh Bakshy! là một bộ phim điện ảnh hành động ly kỳ giật gân của Ấn Độ 2015 do Dibakar Banerjee đạo diễn, sản xuất bởi Banerjee và Aditya Chopra. Phim dựa trên nhân vật thám tử hư cấu Byomkesh Bakshi do nhà văn người bengail Sharadindu Bandyopadhyay tạo ra. Phim có sự tham gia của Sushant Singh Rajput, Anand Tiwari và Swastika Mukherjee trong các vai chính. Phim được công chiếu ngày 3 tháng 4 năm 2015 và nhận đánh phê bình tiêu cực từ giới phê bình. Sẽ có phần hai của bộ phim mà Sushant Singh Rajput tiếp tục thủ vai chính.

## Tóm lược
Trong một bài giải thích hiện đại về Calcutta bị chiến tranh tàn phá trong năm 1942, câu chuyện kể về chuyến phiêu lưu đầu tiên của Byomkesh (Sushant Singh Rajput) vừa mới ra khỏi cổng trường đại học nói về chiến đấu chống lại một bậc thầy về tội phạm. Khi cha đẻ của Ajit Banerjee mất tích mà không để lại dấu vết nào, nên anh thuê một thám tử tư trẻ Byomkesh Bakshi để tìm ông ấy. Bakshi tiết lộ manh mối rằng Banerjee có thể đã tống tiền cho nhà lãnh đạo chính trị kì cựu Gajanan Sikdar. Sau khi xác của Banerjee được tìm thấy trong nhà máy của Sikdar, vụ án dường như đã khép lại cho đến khi Skidar bị đầu độc và giết hại. Cuối cùng, Bakshi vấp phải một chiếc nhẫn buôn lậu heroin của một bậc thầy tội phạm, kẻ này được biết tới với một số nghệ danh và quần áo đơn sơ, kẻ đang chơi một trò chơi cực kì nguy hiểm.

## Diễn viên
- Sushant Singh Rajput vai Detective Byomkesh Bakshy: một thám tử trẻ người Bengali. Anh vừa mới ra trường và không chuyên, hay lưỡng lự và mắc sai lầm.
- Anand Tiwari vai Ajit Banerjee: đồng nghiệp và bạn tương lai của Byomkesh Bakshy. Anh khao khát trở thành một nhà văn.
- Divya Menon vai Satyavati: cháu gái của một chính khách địa phương Gajanan Sikdar và sau đó thành người yêu của Byomkesh Bakshy.[9][10]
- Swastika Mukherjee vai Anguri Devi / Yasmeen: một vũ công và điệp viên, tạo hình nhân vật Anguri dựa trên một vũ công thoát y người frisia nổi tiếng Mata Hari.[11][12]
- Neeraj Kabi vai Tiến sĩ Anukul Guha: một bác sĩ điều hành một ký túc xá nam.[13]
- Meiyang Chang vai Kanai Dao, một ký túc xá với nguồn gốc Trung Quốc.[14]
- Aryann Bhowmik vai một nhà cách mạng chủ nghĩa xã hội trẻ.[15]
- Moumita Chakraborty vai Leela[15]
- Mark Bennington vai Phó Ủy viên Wilkie[15]
- Arindol Bagchi vai Ashwini Babu, một người trong ký túc xá có sở thích về trầu.[15]
- Manoshi Nath vai Ruby[15]
- Anindya Banerjee vai Prafulla Ray, an insurance agent[15]
- Tirtha Mallick vai Atanu Chandra Sen[15]
- Prasun Gayen vai Nhà báo[15]
- Peter Wong vai Trùm ngầm[15]
- Prashant Kumar vai Nhà Máy Watchmen[15]
- Dr. Kaushik Ghosh vai Gajanan Sikdar, chính trị gia địa phương.[15]
- Takanori Kikuchi vai Tiến sĩ Watanabe, một thầy thuốc làm nha sĩ.[15]
- Piyali Ray vai Lễ tân Watanabe[15]
- Pradipto Kumar Chakraborty vai Puntiram[15]
- Sandip Bhattacharya vai Cán bộ phụ trách[15]
- Shivam as Sukumar, cháu trai của Sikdar, cậu có ý nghĩ khác biệt với chú của mình và kế hoạch thành lập đảng chính trị riêng.[15]
- Nishant Kumar vai Nhà Máy Watchmen[15]
- Shaktipada Dey vai Nibaran Da[15]
- Kanwaljeet Singh Banga vai Tài xế taxi Sikh
- Lauren Gottlieb (đặc biệt xuất hiện trong bài hát "Calcutta Kiss")

## Sản xuất

### Phát triển
Dibakar Banerjee bày tỏ mong muốn làm một bộ phim về Byomkesh Bakshi để Ấn Độ có một thám tử riêng. Ngày 28 tháng 6 năm 2013, liên doanh sản xuất giữa YRF và Dibakar Banerjee Productions chính thức công bố bộ phim đạo diễn đầu tay của Banerjee với tiêu đề Detective Byomkesh Bakshy!. Tháng 6 năm 2013, Banerjee tiết lộ YRF đã mua bản quyền "31 cuốn tiểu thuyết về Byomkesh theo tất cả ngôn ngữ bên ngoài Bangla.